# Torre Glòries
De Torre Glòries, voorheen bekend als de Torre Agbar, is een 34 verdiepingen hoog kantoorgebouw in Barcelona. De oorspronkelijke naam, Torre Agbar, is afgeleid van Aguas de Barcelona, het Spaanse waterleidingbedrijf dat in de toren gevestigd was.
Koning Juan Carlos opende het gebouw op 16 september 2005. Op 12 september 2007 en 25 november 2016 werd de toren beklommen door de Franse klimmer Alain Robert.

## Ontwerp
De toren is ontworpen door de Franse architect Jean Nouvel. Hij is 144 meter hoog, telt 34 bovengrondse verdiepingen en heeft de vorm van een cilinder die vanaf de 26e verdieping overgaat in een koepel. Ondergronds bevinden zich nog vier verdiepingen. De buitenwand is volledig bedekt met aluminium zonweringen van 120 bij 30 cm. Overdag weerkaatsen deze het zonlicht en 's nacht worden ze door ledlampen verlicht. Doordat de toren omringd wordt door een greppel lijkt het net of hij vanuit de grond omhoog is geschoven.
Om de toren goed in de stad te laten passen, liet de architect zich door een aantal typisch Barcelonese objecten inspireren. Zo lijkt de toren enigszins op de klokkentorens van de Sagrada Família en heeft hij iets van de toppen van de berg Montserrat. Daarnaast ziet hij eruit als een blauwe waterstraal die uit de grond omhoog komt, wat weer van toepassing is op het waterleidingbedrijf dat erin gevestigd was. In een interview zou Jean Nouvel hem een fallussymbool hebben genoemd.